# Голуб Лев Володимирович
Го́луб Лев Володи́мирович (нар. 29 вересня 1904, Катеринослав (нині Дніпро), Російська імперія — 26 травня 1994) — білоруський радянський режисер і сценарист. Народний артист Білоруської РСР (1964).

## Біографія
У 1922—1928 роках навчався у вчительській семінарії в Катеринославі. У 1928 році закінчив Державний технікум кінематографії.
Працював режисером на різних кіностудіях СРСР: «Радкіно» (1928—1934), Одеська кіностудія (1934—1937), Київська кіностудія (1937—1938), Московська кіностудія науково-популярних фільмів (1938—1940), Мінська кіностудія (1940—1941), «Мосфільм» (1941), ЦОКС (1941—1943), Новосибірська кіностудія науково-популярних фільмів (1943—1946). З 1946 року — режисер кіностудії «Білорусьфільм».
У 1959 році призначений художнім керівником навчальної студії кіноактора при Білоруському театрально-художньому інституті.

## Фільмографія
Л. В. Голуб зняв низку документальних та науково-популярних фільмів. Проте відомість йому принесли роботи, зняті в галузі дитячого кіно.

### Режисерські роботи
- 1929 — Щасливі обручки («Ножі»)
- 1930 — Пісня про першу дівчину («Перша дівчина»)
- 1936 — Повінь
- 1954 — Діти партизана
- 1956 — Миколка-паровоз («Початок шляху»)
- 1959 — Дівчинка шукає батька
- 1962 — Вулиця молодшого сина
- 1965 — Пущик їде до Праги | Puščik jede do Prahy (СРСР, Чехословаччина)
- 1967 — Анютина дорога
- 1971 — Полонез Огінського
- 1975 — Маленький сержант | Borisek — malý serzhant (СРСР, Чехословаччина)

### Сценарист
- 1929 — Щасливі обручки («Ножі»)
- 1930 — Пісня про першу дівчину («Перша дівчина»)
- 1936 — Повінь

## Нагороди і почесні звання
- Народний артист Білоруської РСР (1964)
- Лауреат премії Ленінського комсомолу Білоруської РСР (1969)
- Лауреат Державної премії Білоруської РСР (1973)
- Заслужений діяч мистецтв ПНР (1975)

## Пам'ять
У 2004 році до 100-річчя з дня народження Л. В. Голуба введено у обіг поштову листівку Білорусі з оригінальною маркою.